# Међународни рачуноводствени стандард 18
МРС 18 - Приходи
У Оквиру за припремање и приказивање финансијских извештаја, приход је дефинисан као повећање економских користи током обрачунског периода у облику прилива или повећања средстава или смањења обавеза, који доводи до повећања капитала, осим оних повећања која се односе на уплате власника у капиталу. Приходи обухватају и приходе и добитке. Приходи представљају приходе од редовних активности предузећа и исказују се под различитим називима, као што су: приходи од продаје, накнаде, камате, дивиденде и тантијеме. Циљ овог стандарда је да пропише рачуноводствено обухватање прихода који проистичу из одређених врста пословних промена и догађаја.
Најважније питање код рачуноводственог обухватања прихода је када приходе треба признати. Приходе треба признати онда када постоји вероватноћа прилива економских користи у предузеће и када се те користи могу поуздано измерити. Овај стандард утврђује околности под којима ће наведени критеријуми бити испуњени, а тиме и приходи признати, а то је бруто прилив економских користи које предузеће прими или потражује за сопствени рачун. Наиме износи наплаћени за рачун трећих лица као што су порези на промет, порези на робу и услуге и порези на додатну вредност нису економске користи које се уливају у предузеће и не доводе до повећања капитала. Стога се ови изузимају из прихода .